# Lizette Cabrera
Lizette Cabrera (Townsville, 19 de diciembre de 1997) es una jugadora de tenis australiana de ascendencia filipina.
Su mejor clasificación en la WTA fue la número 129 del mundo, lograda en enero de 2020. En dobles alcanzó el número 142 en abril del 2017. Hasta la fecha, ha ganado dos  títulos individuales y un de dobles en el ITF tour.
Ella debutó en la WTA en Torneo de Hobart 2017, donde recibió un Wildcard para el cuadro principal.
Lizette hizo su debut en Grand Slam en el Abierto de Australia 2017, donde recibió un Wildcard para el cuadro principal.

## Títulos ITF

### Singles:2
| Legend               |
| -------------------- |
| $100,000 tournaments |
| $80,000 tournaments  |
| $60,000 tournaments  |
| $25,000 tournaments  |
| $15,000 tournaments  |
| $10,000 tournaments  |

| Títulos por superficie |
| ---------------------- |
| Hard (2)               |
| Clay (0–0)             |
| Grass (0–0)            |
| Carpet (0–0)           |

| N.º | Date                     | Tournament             | Surface | Opponent         | Score         |
| --- | ------------------------ | ---------------------- | ------- | ---------------- | ------------- |
| 1.  | 25 de septiembre de 2016 | Tweed Heads, Australia | Hard    | Destanee Aiava   | 6–3, 5–7, 6–2 |
| 2.  | 2 de octubre de 2016     | Brisbane, Australia    | Hard    | Viktória Kužmová | 6–2, 6–4      |

### Dobles: 1
| Legend               |
| -------------------- |
| $100,000 tournaments |
| $75,000 tournaments  |
| $50,000 tournaments  |
| $25,000 tournaments  |
| $15,000 tournaments  |
| $10,000 tournaments  |

| Finals by surface |
| ----------------- |
| Hard (1)          |
| Clay (0)          |
| Grass (0)         |
| Carpet (0)        |

| N.º | Date                  | Tournament        | Surface | Partner    | Opponents                       | Score             |
| --- | --------------------- | ----------------- | ------- | ---------- | ------------------------------- | ----------------- |
| 1.  | 16 de octubre de 2016 | Cairns, Australia | Hard    | Alison Bai | Katarzyna Kawa Sandra Zaniewska | 7–5, 5–7, [12–10] |